# Steffen Gailberger
Steffen Gailberger (* 1974) ist ein deutscher Germanist.

## Leben
Gailberger war wissenschaftlicher Mitarbeiter am Institut für Deutsche Sprache und Literatur und ihre Didaktik an der Universität Lüneburg. Nach der Promotion in Lüneburg 2010 erhielt er einen Ruf als Professor für Germanistik/Didaktik der deutschen Sprache und Literatur (Literaturdidaktik) an die Bergische Universität Wuppertal.

## Auszeichnungen
- 2024: Initiativpreis Deutsche Sprache für die Entwicklung des Konzepts Leseband, das an Grundschulen die Lesefähigkeit benachteiligter Schüler verbessern helfen soll.[1]

## Schriften (Auswahl)
- Lesen durch Hören. Leseförderung in der Sek. I mit Hörbüchern und neuen Lesestrategien. Mit Kopiervorlagen und Hörbuch „Paranoid Park“ auf CD-ROM. Weinheim 2011, ISBN 3-407-83174-9.
- Systematische Leseförderung für schwach lesende Schüler. Zur Wirkung von lektürebegleitenden Hörbüchern und Lesebewusstmachungsstrategien. Weinheim 2013, ISBN 3-407-83174-9.
- mit Frauke Wietzke (Hrsg.): Handbuch kompetenzorientierter Deutschunterricht. Weinheim 2013, ISBN 3-407-83174-9.
- mit Frauke Wietzke (Hrsg.): Deutschunterricht in einer digitalisierten Gesellschaft. Unterrichtsanregungen für die Sekundarstufen. Leipzig 2016, ISBN 3-7799-3790-5.